# Hagal
Hagal, Augis ou Avigis (90-160), segundo a Gética de Jordanes, era um rei gótico da dinastia dos Amalos do século II. Pertenceu a terceira geração dinástica, sendo filho do rei Hulmul e pai de Amal, o epônimo da dinastia.